# Åkrehamn
Åkrehamn är en tätort, stad och kyrkby i Karmøy kommun i Rogaland fylke i sydvästra Norge. Orten ligger vid fylkesväg 547 på den västra sidan av ön Karmøy. Här finns Åkra gamla kyrka samt Åkra nya kyrka.
Orten utgjorde tidigare centralort i dåvarande Åkra kommun. Den har tidigare ingått i dåvarande tätorten Åkrehamn/Veavågen men räknas numera istället som en egen tätort.

## Bilder

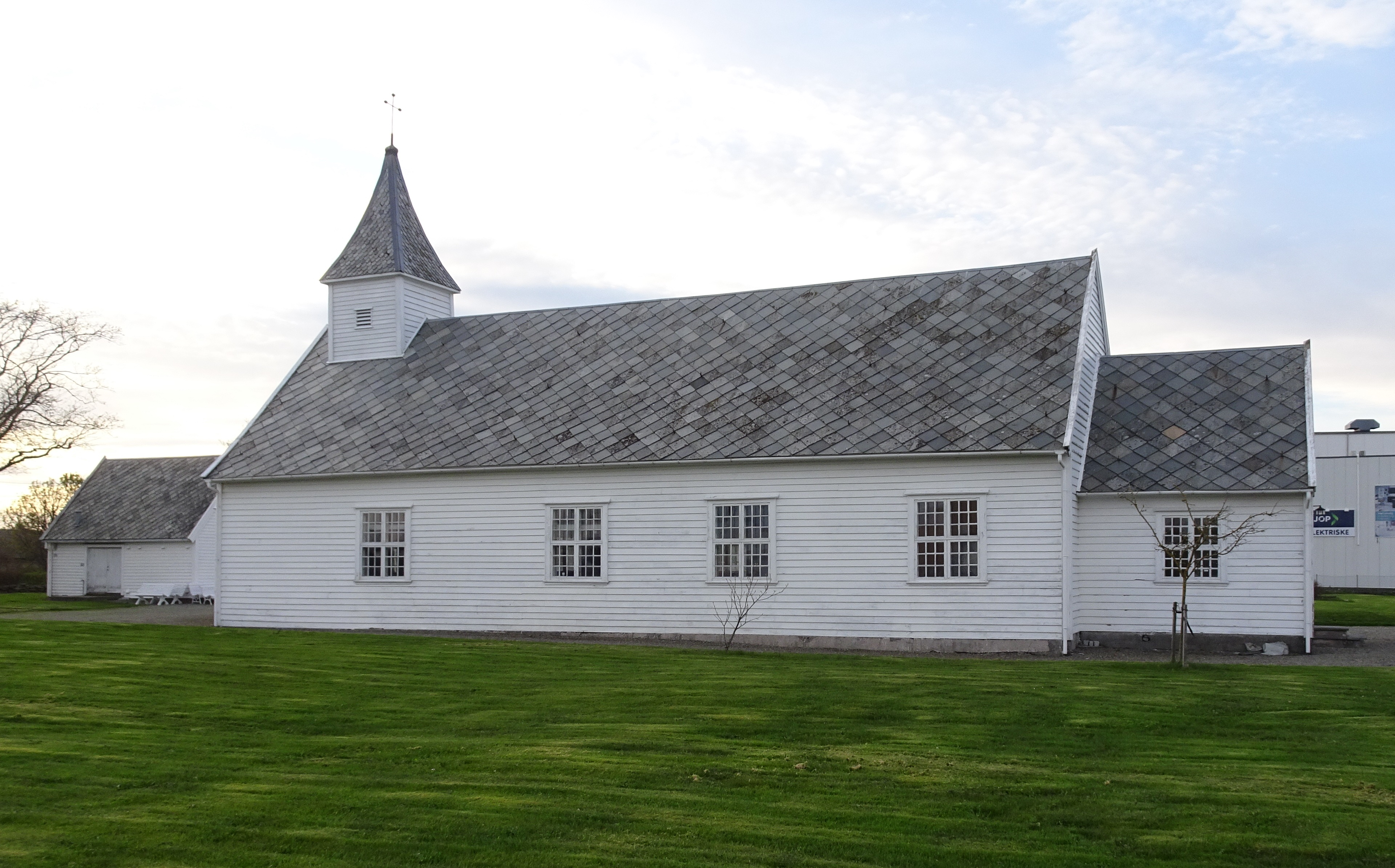
Åkra gamla kyrka.
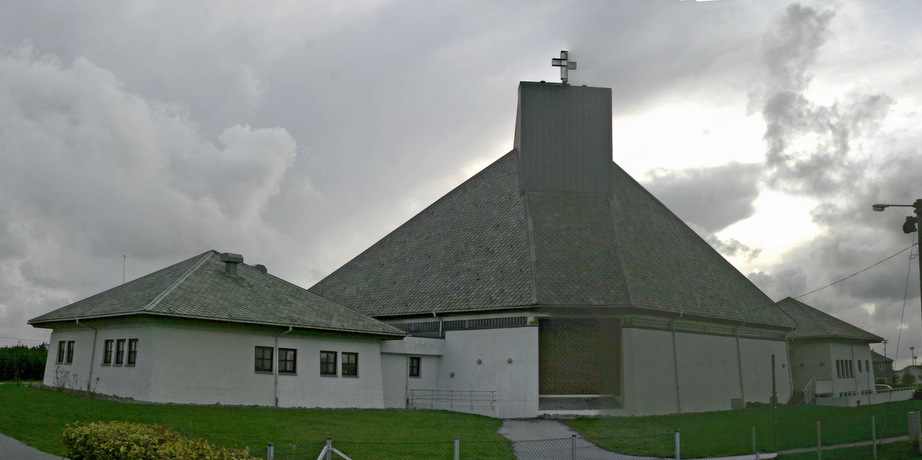
Åkra nya kyrka.